# Jungermannia plicata
Jungermannia plicata là một loài Rêu trong họ Jungermanniaceae. Loài này được Hartm. mô tả khoa học đầu tiên năm 1838.